# Szókincsméretek összehasonlító listája
Ez a szócikk általános és speciális szótárak, valamint anyanyelvi és idegen nyelvi beszélők szókincsének méretét veti össze a lexémákat tekintve. (Nem kerülnek be tehát ide azok az adatok, amelyek a webkorpuszok méretét jelölik, azaz hogy hány szót dolgoztak fel, csak az, hogy hányféle szót találtak, nem számítva egy szó különböző előfordulásait és különböző alakjait.)
Ahol a szókincs értelme nincs megadva, ott az ún. aktív szókincset jelöli (tehát amit a beszélő nemcsak felismer, hanem használ is). A szótáraknál legalább hat tényező van, amelyek döntően befolyásolják az eredményt:
- külön vesszük-e az összetett szavakat, ill. az állandósult (szó értékű) szókapcsolatokat (még akkor is, ha az adott nyelvben egy adott forma különíródik),
- külön vesszük-e a képzett szavakat (külön kérdés a produktív és az improduktív képzőké),
- külön vesszük-e a homonimákat és az egyes szavak más szófajú jelentéseit, amelyek akár jelentősen eltávolodhatnak egymástól,
- külön vesszük-e az egyes szavak szuppletív (más tőalakú) származékait,
- beleszámítjuk-e a kulturálisan jelentős tulajdonneveket (városok, mitológiai alakok neve stb.), és mit teszünk például azokkal a terméknevekkel, amelyek az egyik nyelvben tulajdonnevek, a másikban köznevek,
- hogyan kezeljük a ragokat és a funkciószavakat (az egyik nyelvben ugyanazt a jelentést kifejezheti rag, míg a másikban önálló elöljárószó).

Ezek fényében az egyes adatok tényleges jelentése számottevően eltérhet.

## Nagyságrendek
| 1000 alatt                          | |
| 15                                  | Egy szöveg leggyakoribb szavai közül ennyi adja ki annak 25%-át. |
| 100                                 | Egy szöveg leggyakoribb szavai közül ennyi adja ki annak 60%-át. |
| 300                                 | Kb. egy 2 éves gyerek szókincse |
| 500                                 | Kb. egy 2,5 éves gyerek szókincse |
| 500                                 | A Közös Európai Referenciakeret A1-es fokozatának, az ún. minimumszintnek megfelelő szókincs. |
| 850                                 | Az Ogden-féle egyszerű angol nyelv (Basic English) szókincse |
| 920                                 | Kb. ennyi szógyököt tartalmazott az eszperantónak a Zamenhof által kidolgozott alapszókincse, amelyből több tízezer további szó képezhető (pl. a ’jó’ szóból ’rossz’, ’jóság’, ’javulni’ stb.). |
| 1000 – 10 000                       | |
| 1000                                | Kb. egy 3 éves gyerek szókincse |
| 1000                                | Az 1000 leggyakoribb szó adja ki egy szöveg szavainak 85%-át. |
| 1000                                | Az 1000 leggyakoribb lemma egy mai orosz nyelvű szöveg szavainak kb. 64%-át fedi le. |
| 1000                                | A Közös Európai Referenciakeret A2-es fokozatának, az ún. alapszintnek megfelelő szókincs (ez a B1-nek megfeleltetett alapfokú nyelvtudásnál eggyel alacsonyabb szint). |
| 1500                                | Kb. egy 4 éves gyerek szókincse Ez hátrányos helyzetű családok négyéves gyerekeinél csupán 600 is lehet, míg diplomás szülők azonos korú gyerekeinél a 2100-at is elérheti, tehát a gyerekek szókincsére vonatkozó adatok csak tájékoztató jellegű középértékek, amelyek erősen függenek a családi körülményektől. |
| 2000                                | Kb. egy 5 éves gyerek szókincse |
| 2000                                | Ennyi szót használnak az első osztályosok olvasástanításában. |
| 2000                                | Az élő-aktív szókincs legszerényebb alsó határa épelméjű felnőtt embereknél |
| 2000                                | A Longman Dictionary of Contemporary English angol egynyelvű szótár ennyi szót használ fel szótári definícióiban. |
| 2000                                | A 2000 leggyakoribb szóval egy szöveg 90%-át megértjük; ekkora szókinccsel és a tulajdonnevek ismeretével pedig 93,7%-ot. |
| 2000                                | A 2000 leggyakoribb szóval egy átlagos szöveg 80%-át értjük meg; a források szerint ennyire van szükség egy szöveg lényegének megértéséhez. |
| 2000                                | A 2000 leggyakoribb lemma egy mai orosz nyelvű szöveg szavainak kb. 72%-át fedi le. |
| 2000                                | A Közös Európai Referenciakeret B1-es fokozatának, az ún. küszöbszintnek megfelelő szókincs; ez a magyarországi rendszerben az alapfokú nyelvtudásnak felel meg. |
| 2100-2300                           | B2-es szintű nyelvtanulók szókincse olaszból, ill. németből vagy angolból |
| 2500                                | Kb. egy 6 éves gyerek szókincse |
| 2500                                | Egy szöveg leggyakoribb szavai közül ennyivel (pontosabban 2600-zal) szavainak 96%-át megértjük. |
| 3000                                | Kb. egy 7 éves gyerek szókincse |
| 3000                                | A 3000 leggyakoribb szóval egy szöveg 95%-át megértjük, s ez az arány szükséges ahhoz, hogy a kontextusból a többire is következtetni tudjunk. |
| 3000                                | A 3000 leggyakoribb lemma egy mai orosz nyelvű szöveg szavainak kb. 77%-át fedi le. |
| 3000                                | Megközelítőleg Katona József Bánk bán c. művének szókincse (egész pontosan: 2882). |
| 3000                                | Arany János Toldi c. művében felhasznált szókincse (egész pontosan: 3059). |
| 3000                                | Jean Racine összes tragédiáját állítólag ennyi szó felhasználásával írta. |
| 3000– 5000                          | Az átlagember aktív szókincse (élő-aktív és szunnyadó-aktív) |
| 3500– 3900                          | A Közös Európai Referenciakeret által Görögországban és Magyarországon B2-ként értékelt, az ún. középszintnek megfelelő szókincs; ez a magyarországi rendszerben a középfokú nyelvtudásnak felel meg. |
| 3762– 5576                          | Agatha Christie egy regényének szókincse (15 műve alapján) |
| 4000                                | Kb. egy 9 éves gyerek szókincse |
| 4000                                | A 4000 leggyakoribb szó adja ki egy szöveg szavainak 97,5%-át. |
| 4353 4735                           | Balassi Bálint műveiből kimutatható szókincse |
| 5000                                | Kb. egy 11 éves gyerek szókincse |
| 5000                                | Az 5000 leggyakoribb szóval egy szöveg 98,5%-át megértjük. |
| 5000                                | Az 5000 leggyakoribb lemma egy mai orosz nyelvű szöveg szavainak kb. 82%-át fedi le. |
| 5000– 10 000                        | Az átlagember passzív szókincse |
| 6000                                | Ennyi szóval a Shreket 95%-ban megértjük. |
| 6000– 8000                          | A leggyakoribb szavak közül ennyivel egy átlagos szöveg 95-98%-át értjük meg; a források szerint ennyire van szükség egy szöveg lényegében teljes megértéséhez. |
| 6882 7824                           | Zrínyi Miklós összes műveiből kimutatható szókincse |
| 8000– 9000                          | Ennyi szó szükséges a 20. századi angol próza megértéséhez. |
| 8000– 10 000                        | A klasszikus vagy bibliai héber nyelv szókincse, a gyökök számolásától függően. |
| 9812                                | Csokonai Vitéz Mihály színműveiből kimutatható szókincse |
| 10 000 – 100 000                    | |
| 10-12 ezer                          | Ennyi szóval a tankönyveket 95%-ban megértjük |
| 10-20 ezer                          | Az egyes nyelvek beszélői legfeljebb ennyi szót használnak |
| 10-30 ezer                          | Egy kétnyelvű kisszótár terjedelme (címszók), Magay Tamás szerint kb. 20 000 |
| 11 606                              | Juhász Gyula verseiből kimutatható szókincse |
| 16 000                              | Arany János műveiben használt egyedi szótövek száma – megelőzve Vörösmartyt (12e), Babitsot (11e), Adyt (10,4e), Petőfit (9,6e) és József Attilát (8,2e) |
| 16 000                              | Az ókori egyiptomi nyelv legteljesebb szótárának, a Wörterbuch der ägyptischen Sprachénak a terjedelme |
| 16 000                              | A 18 éves korukig vagy tovább az oktatásban részt vevő angol anyanyelvű beszélők legalább ennyi szócsaládot (szótövet) ismernek |
| 18 és 25 ezer között                | Shakespeare (műveiben felhasznált) szókincsét ennyire becsülik (a konkrét érték attól függ, melyik kutató mit számít önálló szótári szónak; a kiindulás 29 066 különböző szóalak) |
| 22 719 23 ezernél több              | Petőfi Sándor verseiből kimutatható szókincse |
| 25 ezer                             | Arany János (műveiben felhasznált) szókincsét kb. ekkorára becslik |
| 25-30 ezer                          | Egy átlag értelmiségi egyévi beszédét gondolatban rögzítve kb. ennyiféle szó fordulna elő. |
| 30-40 ezer                          | „az igen választékosan fogalmazó, nyelvi leleményekkel is megáldott írók 30-40 ezer szót használnak” |
| 35-80 ezer                          | Egy kétnyelvű kéziszótár terjedelme (címszók) |
| 40-45 ezer                          | Jókai Mór (műveiben felhasznált) szókincsének becsült mérete |
| 45 ezer                             | Ennyi szó fordul elő a 100 millió szavas Brit Nemzeti Korpuszban; a ritkábbak már vagy archaikusak, vagy szakkifejezések. |
| 50-60 ezer                          | Igen művelt embereknél a passzív szókincs nagysága |
| 60 ezer                             | Kb. ennyi címszót tartalmaz egy középszótár Magay Tamás szerint |
| 60-100 ezer                         | Kb. ennyi mai magyar szót tartanak számon. |
| 75 ezer                             | Ennyi szó jelentését magyarázza meg az új Magyar értelmező kéziszótár (ezek között már szakszavak és rétegnyelvi szavak is szerepelnek). |
| 87 000                              | A Grand Larousse terjedelme (címszók, 2005-ös kiadás) |
| 88 431                              | A Spanyol Királyi Akadémia hivatalos értelmező szótára 22. kiadásának terjedelme (címszók). |
| 100 000 – 1 000 000                 | |
| 100 ezer                            | A francia Trésor de la langue française informatisé terjedelme (címszók) |
| 100 ezer                            | Egy nagyszótár címszóanyagának alsó határa Magay Tamás szerint |
| 110 ezer                            | A 18 kötetesre tervezett A magyar nyelv nagyszótára tervezett terjedelme (címszók) |
| 120 ezer 130 ezer 135 ezer 190 ezer | Egy kétnyelvű nagyszótár terjedelme (címszók) |
| 171 476                             | A 20 kötetes Oxford English Dictionary 2. (nyomtatott) kiadásából (1989) a ma is használt szavak száma |
| 291 500                             | A 20 kötetes Oxford English Dictionary 2. (nyomtatott) kiadásának (1989) terjedelme (címszók) |
| 350 ezer                            | A 33 kötetes Deutsches Wörterbuch terjedelme (1960-as kiadás, címszók) |
| több mint 450 000                   | A Webster’s Third New International Dictionary, Unabridged terjedelme (címszók) |
| mintegy 600 000, ill. 750–800 ezer  | Az 1772 és 2000 közötti időszak magyarul publikált szókészlete, amelynek szűréséből A magyar nyelv nagyszótára 110 ezer szavas anyagát összeállítják. |
| 615 100                             | A 20 kötetes Oxford English Dictionary 2. (nyomtatott) kiadásának (1989) terjedelme (definiált szóalakok száma) |
| 1 000 000 és fölötte                | |
| 1 millió                            | Ennyi angol szót tartanak számon |
| 2 millió                            | A magyar nyelvben kb. ennyi szó (lexéma!) van (túlnyomórészt elavult vagy rendkívül speciális szavak) |
| 7,2 millió                          | Az 1,48 milliárd szövegszót (v. szóelőfordulást) tartalmazó magyar webkorpusz 4%-os hibatűréssel készült metszetéből kinyert szókincs mérete (lexémák, ill. szótári szavak), kézi ellenőrzés nélkül |

## Külső hivatkozások

### Cikkek
- Egy átlag angol munkás (Nádasdy Ádám cikke, Magyar Narancs, 2007/08/02, 31. szám Archiválva 2008. április 23-i dátummal a Wayback Machine-ben)
- (angolul) How many words?[eredeti link] (David Crystal cikke arról, hány szó van az angolban és hogyan állapíthatjuk meg saját szókincsünk méretét, English Today, 1987. október, 12. sz.)
- Hány szó van a magyarban? (az MTA Nyelvtudományi Intézet egy munkatársa, Nagy Viktor prezentációja)
- Hány szó van a magyar nyelvben? (az MTA Nyelvtudományi Intézet egy munkatársa és a Tinta Könyvkiadó vezetője, Kiss Gábor prezentációja)
- Az MTA Nyelvtudományi Intézete munkatársának válasza a „Melyik nyelvnek van a legnagyobb szókincse?” kérdésre Archiválva 2017. március 18-i dátummal a Wayback Machine-ben
- How many words do I need to know? The 95/5 rule in language learning, Part 2/2 Archiválva 2016. április 7-i dátummal a Wayback Machine-ben (a Lingholic nyelvtanulási blog egy bejegyzése)
- Hamarosan megszületik az egymilliomodik angol szó (Index, 2009. április 29.) – az utolsó két bekezdés az egyes emberek szókincséről más vonatkozásban is kapcsolódik a szócikkhez
- Több mint egymillió angol szó van (Index, 2010. december 19.), a szókincs bővülésének változó mértékéről is
- Végtelen szótárak – Melyik nyelvnek van a legnagyobb szókincse? (Nyest.hu, 2010. június 28.)
- Kérdés-válasz a magyar és a finn szókincs viszonyáról és átfedéséről (Nyest.hu, 2011. január 3.)
- List of dictionaries by number of words (angol Wikipédia)

### További weboldalak
- Magyar webkorpusz: magyar szavak gyakoriság szerinti listája (szóalakok, nem lemmák!)
- (angolul) A kínai szövegértés várható mértéke a már ismert írásjegyek függvényében